# مولارا اوگون‌دیپ
اومولارا اوگون‌دیپ-لسلی (۲۷ دسامبر ۱۹۴۰ – ۱۸ ژوئن ۲۰۱۹)، که به نام مولارا اوگون‌دیپ نیز شناخته می‌شود، شاعر، منتقد، ویراستار، فمینیست و فعال نیجریه‌ای بود.
او به‌عنوان یکی از برجسته‌ترین نویسندگان در زمینه فمینیسم آفریقا، مطالعات جنسیتی و نظریه ادبی شناخته می‌شود و به‌عنوان یک منتقد اجتماعی، به عنوان مرجعی معتبر دربارهٔ زنان آفریقایی در میان فمینیست‌های سیاه‌پوست و فمینیست‌های عمومی مطرح بود.
وی مقاله‌ای به نام چرخش نکردن بر محوریت مردانگی را به آنتولوژی همبستگی جهانی: آنتولوژی جنبش بین‌المللی زنان در سال ۱۹۸۴، که توسط رابین مورگان ویرایش شده بود، اهدا کرد.
او بیشتر به خاطر ابداع اصطلاح STIWA یا تحول اجتماعی در آفریقا با مشارکت زنان شناخته می‌شود.

## زندگی
ابیودون اومولارا اوگون‌دیپ در لاگوس، نیجریه، در خانواده‌ای از آموزگاران و روحانیون دیده به جهان گشود. او دوران تحصیلات اولیه خود را در مدرسه ملکه، اده گذراند و سپس افتخار یافت که به‌عنوان اولین بانویی، مدرک افتخاری درجه یک در رشته زبان انگلیسی را از کالج دانشگاه ایبادان، که در آن زمان بخشی از دانشگاه لندن بود، کسب کند.
وی بعدها موفق به اخذ درجه دکترای روایت‌شناسی (نظریه روایت) از دانشگاه لیدن، یکی از دیرینه‌ترین دانشگاه‌های اروپا شد. او در جایگاه یک استاد برجسته، به تدریس زبان و ادبیات انگلیسی، نگارش، ادبیات تطبیقی و مباحث جنسیتی از دیدگاه مطالعات فرهنگی و توسعه در دانشگاه‌های متعددی در سراسر جهان پرداخت.
همچنین، او به‌عنوان استاد زبان انگلیسی و ادبیات تطبیقی در دانشگاه پورت هارکورت، واقع در ایالت ریورز، نیجریه، ایفای نقش کرد.
وی از همان آغاز حرفه‌اش، در میان فضای مردانه‌ای که به بررسی مشکلات زنان و مردان آفریقایی می‌پرداخت، چهره‌ای شناخته‌شده و ستوده‌شده به‌شمار می‌رفت.
مولارا اوگون‌دیپ به‌عنوان یکی از پیشروان پویایی نظری در حال ظهور در زمینه فمینیسم آفریقایی توصیف شده است. او درک فرهنگی عمیق و نهادینه‌شده‌ای از پویایی روابط جنسیتی در جامعه یوروبای پیشااستعماری و استعماری داشت و این امر به‌عنوان محوری برای نظریه‌پردازی او شناخته می‌شد.
او در طول سال‌ها به‌عنوان منتقد سرسخت سرکوب زنان شناخته شد و استدلال می‌کرد که زنان آفریقایی در جایگاه و نقش‌های خود به‌عنوان همسر، بیش از پیش تحت فشار قرار دارند. با وجود هویت‌های چندگانه‌شان، برخی از این هویت‌ها برای آنان جایگاه، امتیاز، شناخته‌شدن و عاملیت به ارمغان می‌آورد. او وضعیت دشوار زنان آفریقایی را نتیجه تأثیر ساختارهای استعماری و نواستعماری تحمیل‌شده می‌دانست که اغلب مردان آفریقایی را در رأس لایه‌های اجتماعی قرار می‌دهد. افزون بر این، او معتقد بود که وضعیت نامطلوب زنان به دلیل درونی‌سازی مردسالاری توسط خود زنان آفریقایی نیز هست.
با این حال، او تأکید داشت که برای هر بحث یا مطالعه مفید در مورد زنان آفریقایی، درک پیچیدگی وضعیت زنان در فرهنگ‌های بومی و پیشااستعماری ضروری است.اوگون‌دیپ برای دهه‌ها در رهبری فعالیت‌های فمینیستی و مطالعات جنسیتی در آفریقا پیشتاز بود. او بنیان‌گذار و مدیر «بنیاد آموزش و راهنمایی بین‌المللی» بود، بنیادی که به آموزش دکترین و فضایل نظریه‌های فمینیستی و برابری جنسیتی به زنان جوان اختصاص دارد.
او در غرب آفریقا زندگی و کار می‌کرد، جایی که در کنار فعالیت‌هایش در زمینه ادبیات، جنسیت و فیلم، مراکز نویسندگی در دانشگاه‌ها تأسیس کرد. این تلاش‌ها بخشی از تعهد او به آموزش و راهنمایی بین‌نسلی بود که نقش اساسی در زندگی حرفه‌ای او داشت.
او در ژوئن ۲۰۱۹، در سن ۷۸ سالگی، در خانه‌اش در ایجبو-ایگبو، ایالت اوگون، نیجریه، درگذشت.